# Volgograd Arena
La Volgograd-Arena (en russe : Волгоград Арена) est un stade situé à Volgograd (Russie).
D'une capacité de plus de 45 000 spectateurs et d'un coût estimé de 451 millions d'euros, il accueillera des matchs de la Coupe du monde de football de 2018.

## Description
La conception de l’arène a été réalisée par le FGUP (l’Entreprise fédérale unitaire d’État) SPORT-INGINIRING, Moscou, qui a été le vainqueur d’appel d’offres. Le Maitre d’ouvrage – AO (société anonyme) STROÏNRANSGAZ.
Initialement, le coût total du projet, y compris les travaux de construction, a été estimé par les autorités locales en 10 milliards roubles. En octobre 2014 le coût initial de construction du stade à Volgograd pour la Coupe du Monde 2018 a été augmenté et il est devenu égal à 17 milliards roubles.
Les solutions d’aménagement de l’espace du stade ont pour l’objectif, avant tout, son utilisation effective et multifonctionnelle. Son « Noyau sportif » satisfait complètement les exigences de la FIFA. La capacité du stade est de 45 mille places, y compris 2 280 places pour les médias et 640 places VIP, 460 places pour les personnes à mobilité réduite.
Le stade a sa particularité de construction – une large toiture haubanée qui représente une sorte de roue de vélo formée en câbles d’acier de haute résistance. La forme des façades est conique, pointant vers le bas. La hauteur - 49,5 m, le diamètre – 303 m. La forme des façades est due à la nécessité d’implanter ce bâtiment sur le terrain de manière la plus compacte possible.
Le stade est équipé de 42 ascenseurs dont 24 sont adaptés aux besoins des personnes handicapées. L’image des constructions autoportées est sur le thème de la tradition locale de tressage de brins d’osier et du feu d’artifice à l’occasion de la Victoire dans la Grande guerre patriotique.

### Services pour les supporters
Au stade les services suivants sont offerts aux supporteurs :
- Support de navigation et d’information par l’intermédiaire des volontaires.
- Information (bureau d’enregistrement des enfants, stockage des poussettes, bureau des objets trouvés).
- La consigne.
- Commentaires audio-descriptifs pour les supporteurs non-voyants et malvoyants.

Outre cela, des ascenseurs, des rampes et tourniquets ont été prévus pour les personnes à mobilité réduite. Un secteur spécial de l’arène a été équipé pour les personnes aux possibilités limitées.

### Sécurité
Pour la Coupe du Monde de football 2018 le stade est en train d’être équipé en systèmes de signalisation et d’alerte, en détecteurs de métaux, indicateurs de liquides dangereux et de matières explosives, 30 postes de garde 24 heures sur 24 sont en train d’être organisées.

## Événements
- Coupe du monde de football de 2018
- Finale de la Coupe de Russie de football 2017-2018

## Matchs de compétitions internationales
Coupe du monde 2018
| Date         | Tour     | Équipe 1        | Score | Équipe 2   | Spectateurs |
| ------------ | -------- | --------------- | ----- | ---------- | ----------- |
| 18 juin 2018 | Groupe G | Tunisie         | 1 - 2 | Angleterre | 41 064      |
| 22 juin 2018 | Groupe D | Nigeria         | 2 - 0 | Islande    | 40 904      |
| 25 juin 2018 | Groupe A | Arabie saoudite | 2 - 1 | Égypte     | 36 823      |
| 28 juin 2018 | Groupe H | Japon           | 0 - 1 | Pologne    | 42 189      |

## Utilisation du stade après la Coupe du Monde de football 2018
Après la Coupe du Monde de football 2018 le club local du Rotor devrait devenir l’équipe résidente de la Volgograd Arena. L’arène devant accueillir une multitude d’événements culturels publics et sportifs, de fêtes, d’expositions et de spectacles. Un centre de fitness sera ouvert à ce stade.

## Galerie

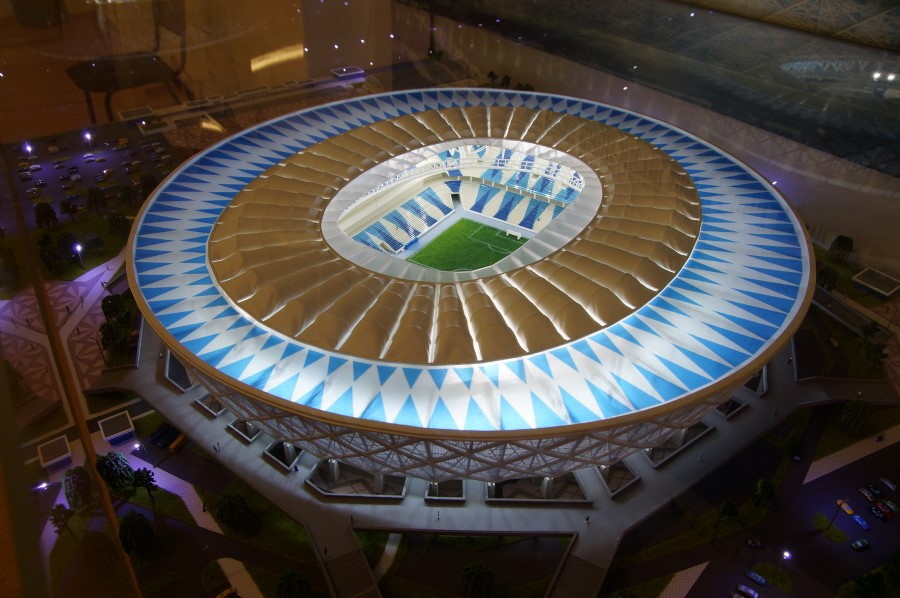
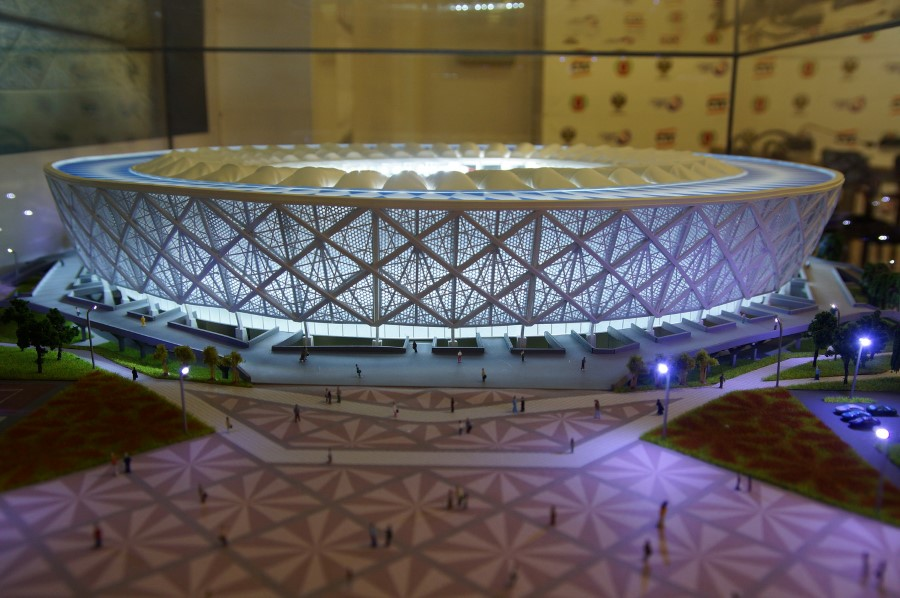
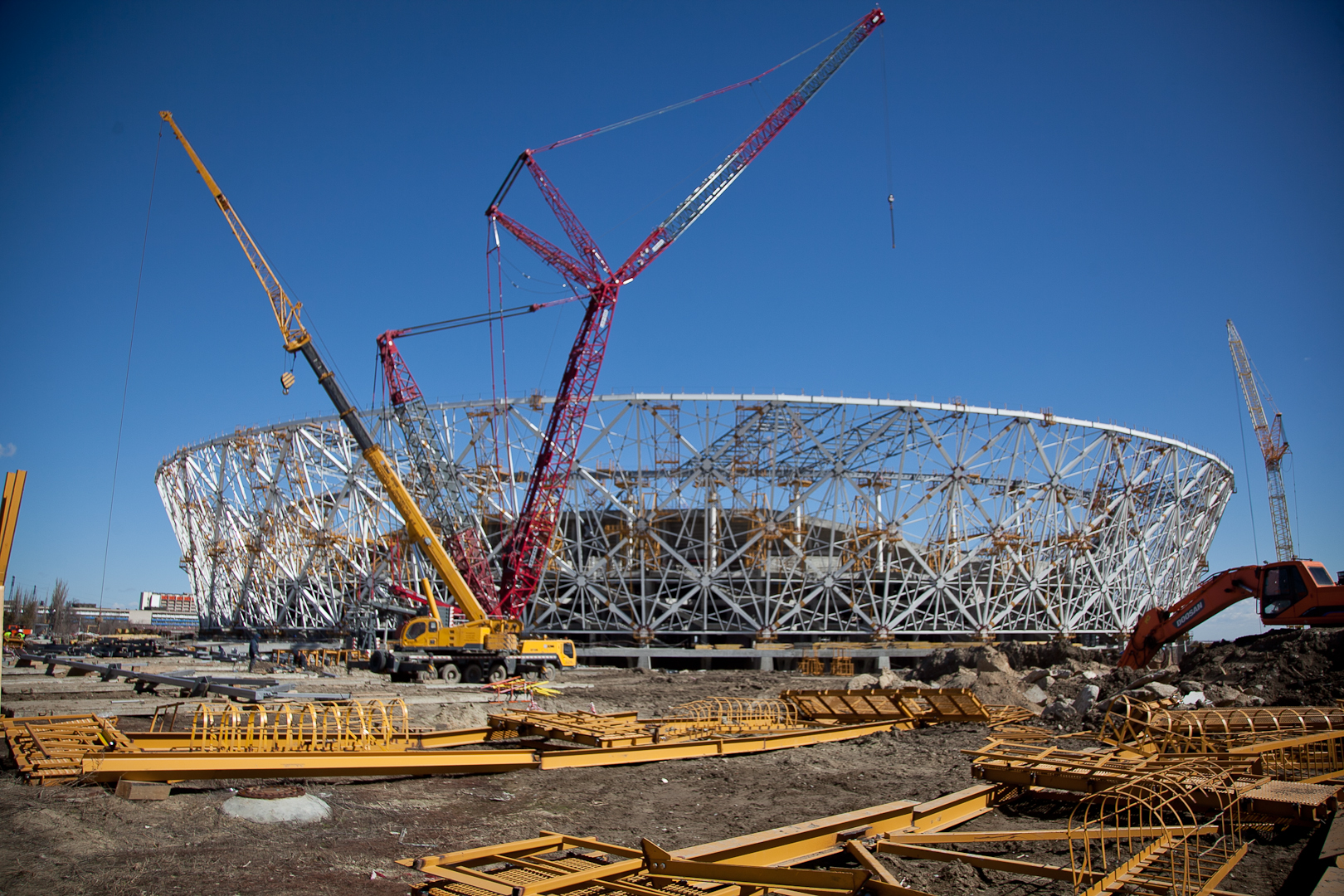
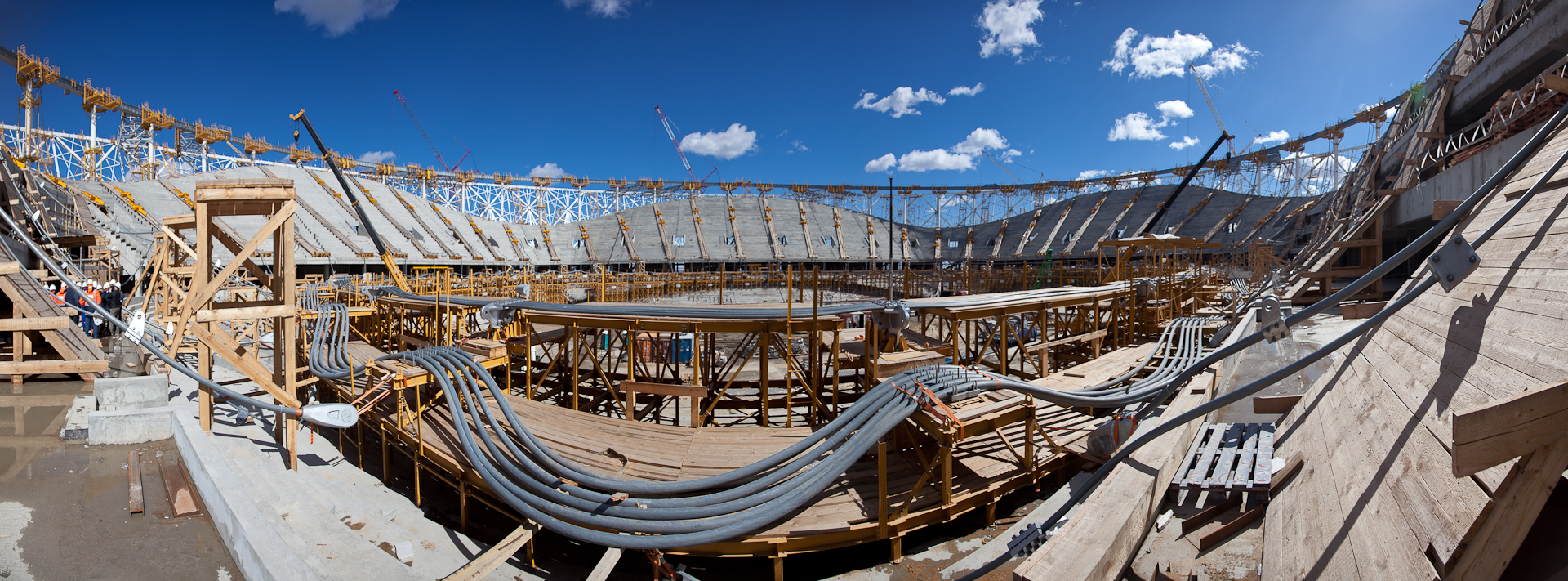
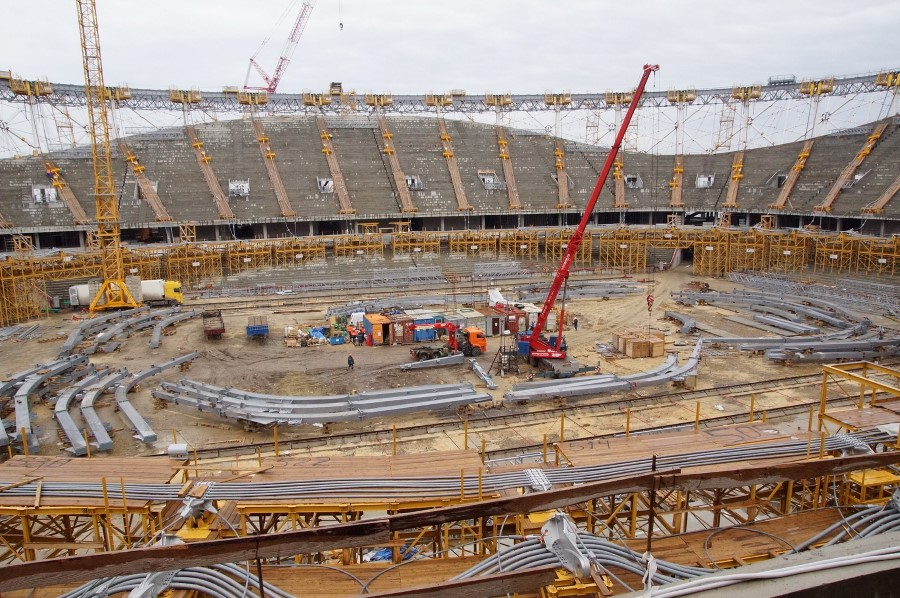